# Lemula densepunctata
Lemula densepunctata är en skalbaggsart som beskrevs av Hayashi 1974. Lemula densepunctata ingår i släktet Lemula och familjen långhorningar.
Artens utbredningsområde är Taiwan. Inga underarter finns listade i Catalogue of Life.